# Astyanax saltor
Astyanax saltor és una espècie de peix de la família dels caràcids i de l'ordre dels caraciformes. Va ser descrit per l'ictiòleg brasiler H. Travassos el 1960.
Viu a àrees de clima subtropical al Brasil a Sud-amèrica.